# Radiant
Pour les articles homonymes, voir Radiant (homonymie).

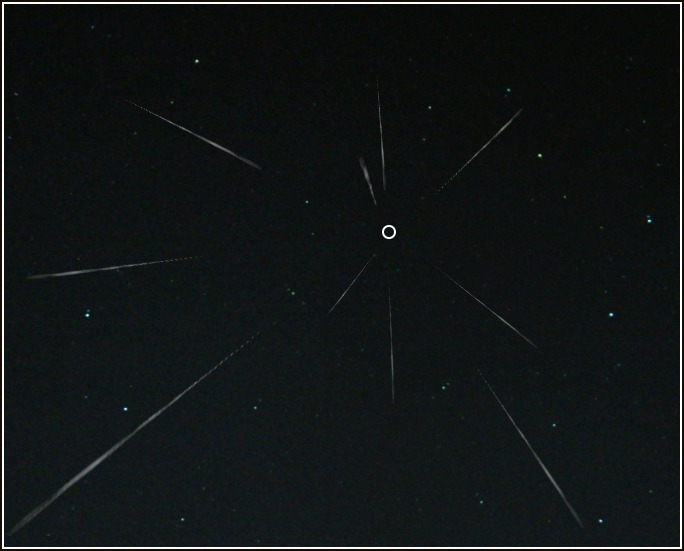
Représentation d'une pluie d'étoiles filantes, dont le radiant est marqué d'un cercle.

Un radiant, en astronomie, est le point de la voûte céleste d'où, par un effet d'optique dû à la perspective, l'essentiel des « étoiles filantes » provenant d'un même essaim semble provenir. Habituellement, lorsque ce point est situé dans une constellation, l'essaim prend un nom dérivant de celle-ci. Ainsi, par exemple, le radiant de l'essaim des Perséides est situé dans la constellation de Persée.

## Cause
Le fait que tous les météores d'un essaim semblent provenir d'un même point de la voûte céleste est dû au même effet d'optique que l'illusion que l'on a, dans une voiture roulant vite sous la pluie ou la neige, de voir l'ensemble des gouttes de pluie ou des flocons de neige provenir d'un point situé exactement dans la direction où la voiture se déplace. Autrement dit, il s'agit du point de fuite associé à la direction d'arrivée des météoroïdes, relative à la Terre. Dans le cas d'une pluie d'étoiles filantes, cet effet d'optique est donc lié au mouvement de la Terre qui rencontre sur sa trajectoire l'essaim de grains de poussière qui leur donne naissance.
Plus précisément, cette poussière continue son chemin dans la direction du parcours de la comète et, lorsque la Terre se déplace au travers de ces débris, une pluie de météores en résulte. Puisque tous les débris se déplacent à peu près dans la même direction, les météores qui entrent en collision avec l'atmosphère « pointent » tous dans la direction de la trajectoire de la comète.
Les Géminides sont une exception. Ces pluies ne sont pas causées par une comète, mais par l'objet (3200) Phaéton, qu'on estime faire partie de la famille d'astéroïdes Pallas.